# Unidad Educativa Abelardo Moncayo
La Unidad Educativa Abelardo Moncayo o Unidad Educativa Abelardo Moncayo es una institución pública de educación primaria y secundaria de la ciudad de Atuntaqui, es un referente de la enseñanza del cantón Antonio Ante y de la provincia de Imbabura. Fundada como Colegio Nacional Abelardo Moncayo Ofrece educación a más de 1900 estudiantes que se encuentran distribuidos por secciones: inicial, básica y bachillerato. Su oferta académica comprende Educación Inicial I y II, Educación General Básica (EGB); en la sección secundaria se encuentra el Bachillerato General Unificado (BGU), Bachillerato Técnico (BT); y el Bachillerato Técnico en Deportes (BTD) desde el 2024.
Nace el 10 de diciembre de 1940 como Escuela Complementaria Rural o Escuela Granja de Anafo; posteriormente se inaugura oficialmente el 1 de marzo de 1941 como Liceo Agrícola Industrial mediante la solicitud realizada por Julio Miguel Aguinaga, presidente del concejo del cantón, al Ministerio de Educación.
Actualmente sus instalaciones comprenden los Bloques 1 de la sección inicial, 2 de la sección básica y principal de la sección básica superior y bachillerato en donde más de 90 docentes cumplen sus funciones pedagógicas.

## Historia
Esta institución educativa surge como Escuela Complementaria Rural o Escuela Granja de Anafo ya que en los terrenos donados para su construcción se encontraba la denominada granja de Anafo en donde se cultivaban productos agrícolas y posteriormente se almacenaban en sus instalaciones. Mediante solicitud hecha al Ministerio del Ramo por parte del presidente del consejo del cantón Antonio Ante, Don Julio Miguel Aguinaga se inaugura oficialmente el 1 de marzo de 1941 como Liceo Agrícola e Industrial.
En 1943 se solicita al Ministerio de Educación la profesionalización escolar, pedido que no fue efectuado por las autoridades correspondientes, posteriormente desde febrero de 1945 pasa a llamarse Colegio 28 de mayo debido a la protesta del 28 de mayo de 1944 contra el gobierno y la oligarquía del presidente Carlos Arroyo del Río generada por el descontento del Protocolo de Río de Janeiro. Sin embargo, los resultados para la semi-profesionalización no fueron óptimos, por lo que el Ministerio de Educación lo transforma en Colegio Secundario Profesional Técnico, esta denominación se mantuvo hasta septiembre de 1948, fecha en la que se convierte en Colegio Nacional Abelardo Moncayo en honor al prócer colombo-ecuatoriano nacido en Pasto Don Abelardo Moncayo cuya madre fue Doña Mercedes Jijón, oriunda de Atuntaqui.

## Infraestructura
La institución cuenta con un edificio central, en donde funcionan espacios como la Sala de Profesores, Sala de Audiovisuales y Salón de Uso Múltiple, se encuentran también las oficinas de Rectorado, Vicerrectorado, Inspección, Secretaría, Colecturía, Orientación Vocacional, y Laboratorios: Computación, Física, Biología, Educación Musical y Cultura Física además de contar con un consultorio médico y uno odontológico.
Por otro lado, la unidad educativa ofrece canchas de Básquet, Vóley y Fútbol, una piscina sin funcionamiento y áreas de entrenamiento para atletas; tiene 3 bares que ofrecen alimentación basada en la gastronomía local. Finalmente, tiene 12 hectáreas de terrenos, las cuales, en su mayoría son arrendadas, además de haber porciones de terreno que son destinadas para actividades agrícolas de los estudiantes y profesores.

## Símbolos

### Bandera

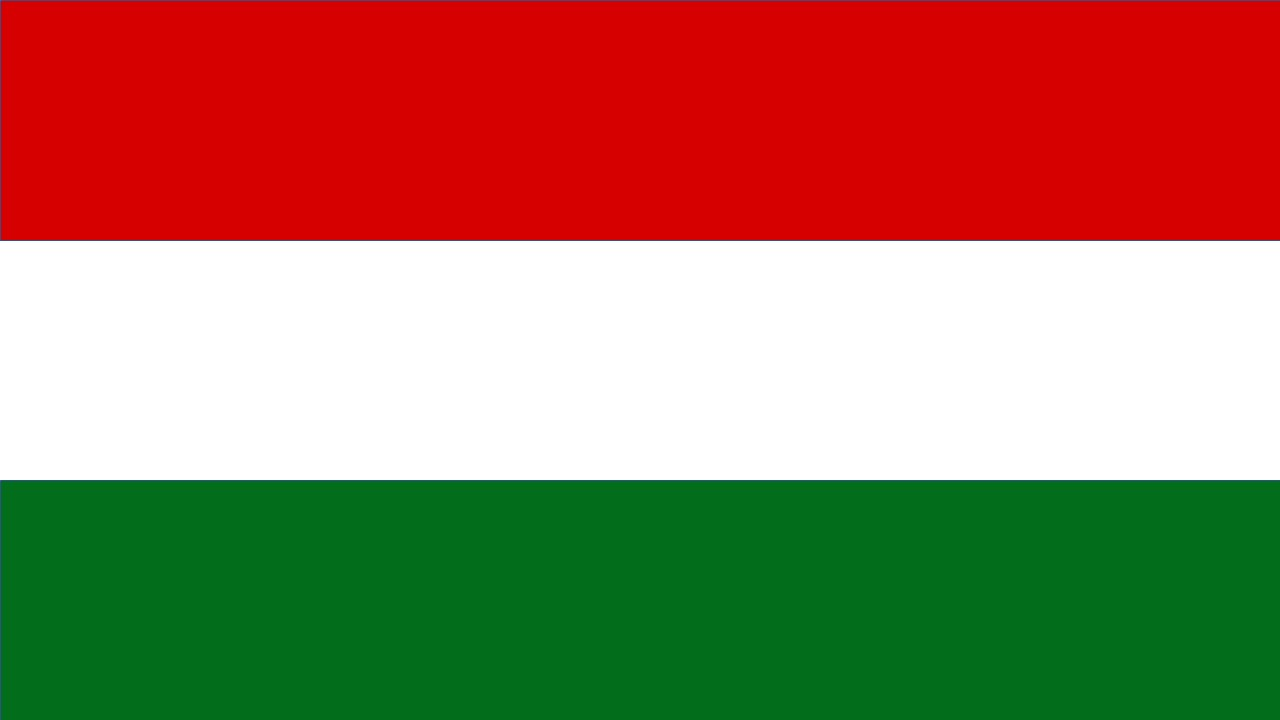
Bandera Oficial de la Unidad Educativa

La Bandera o Estandarte de la Unidad Educativa Abelardo Moncayo tiene tres colores: en el centro de la bandera una franja blanca que domina una tercera parte, que significa la nobleza y pureza de sentimientos que domina la convivencia de la Comunidad Educativa. En la parte superior se encuentra la franja de color rojo y en la parte inferior consta la  franja de color verde.

### Escudo
El escudo de la Unidad Educativa, es un símbolo institucional que consiste en un triángulo de la verdad dentro del cual se encuentra un libro con las páginas abiertas, dando la significación esencial del tipo de oferta académica que ostenta en la Institución.

### Himno
La letra del himno oficial de la institución fue de la autoría de David Manangón Cartagena y su musicalización es de Gabriel Meza